# The Body (Buffy the Vampire Slayer)

"The Body" é o 16º episódio da 5ª temporada da série Buffy the Vampire Slayer.

## Histórico
Buffy (Sarah Michelle Gellar) é assistida desde a primeira temporada por seus amigos íntimos, que coletivamente se referem a si mesmos como a Gangue Scooby: Xander Harris (Nicholas Brendon), cuja força principal é sua devoção a Buffy e Willow Rosenberg (Alyson Hannigan), que começa a brincar de bruxaria e se torna progressivamente mais poderoso. Eles são orientados por Rupert Giles (Anthony Stewart Head], por Buffy " Watcher", e se juntam à namorada de Xander Anya Jenkins ([ [Emma Caulfield]]), que era um demônio da vingança até que seus poderes fossem retirados. Anya muitas vezes fica sem saber como se comunicar com os seres humanos, e seu discurso é frequentemente abrupto. Na quarta temporada, Willow se envolveu romanticamente com Tara Maclay (Amber Benson), também uma bruxa.

Cada temporada de Buffy, a Caçadora de Vampiros (muitas vezes simplificada como Buffy) apresenta um conjunto de episódios temáticos. Roz Kaveney identifica família e pertencimento como o tema geral da quinta temporada. A mãe de Buffy  Joyce (Kristine Sutherland) começa a sentir dores de cabeça no início da temporada, uma vez em colapso e exigindo hospitalização. Posteriormente, ela remove um tumor cerebral. Ela está se recuperando bem. No episódio anterior, ela recebe flores de um pretendente masculino, que Buffy encontra no final do episódio. A quinta temporada também apresenta  Dawn (Michelle Trachtenberg), a irmã de Buffy, de 14 anos. Cada temporada tem um antagonista principal chamado de Big Bad; na quinta temporada, isso assume a forma de uma deusa poderosa chamada  Glória ([[[Clare Kramer]]).

## Trama

### Ato I
O episódio começa com os últimos momentos do episódio anterior, com Buffy chegando em casa e encontrando sua mãe Joyce deitada no sofá, sem resposta. Uma cena rápida de flashback é mostrada com todos os Scoobies na casa Summers para o jantar de Natal. Os acontecimentos chocantes do presente de Buffy e a chamadas ao 911, e eventualmente ela tentando reanimar a sua mãe, apesar de perceber que o corpo está frio. Os paramédicos são igualmente mal sucedidos em suas tentativas de reviver ela, chamando a hora da morte pouco depois. Buffy liga para Giles, que é a coisa mais próxima que ela tem agora de um pai vivo. Ela pede que ele venha, mas não diz a ele o porquê. Os paramédicos informam Buffy que o legista foi contactado e que ela deve tentar não perturbar o corpo, e então eles saem em outra chamada. Buffy vagueia pela casa sem rumo por alguns momentos. Ela desmaia e vomita no tapete da sala de jantar e começa a limpá-lo pouco antes de Giles chegar. Giles pergunta o que está acontecendo, achando que pode ser Glory, mas depois ele vê Joyce e corre para o lado dela, mas pára quando Buffy grita: "Nós não podemos mover o corpo!" A cena termina quando ela percebe o que ela disse e cobre a boca no horror.

## Recepção crítica
Os críticos elogiaram o episódio e continuaram a contá-lo como um dos melhores episódios de televisão já transmitidos. David Bianculli no   New York Daily News  'elogia as habilidades de atuação de Sarah Michelle Gellar, Michelle Trachtenberg, Alyson Hannigan e Amber Benson. "O Corpo", de acordo com Bianculli, é " Emmy - digno ... Também irá assombrá-lo - mas não da maneira normal associada a essa série ainda em evolução e em andamento".
A crítica de televisão Alesia Redding e o editor Joe Vince da redação  South Bend Tribune , "Fiquei fascinado por esse programa ... Este não é apenas um dos melhores episódios de 'Buffy' de todos os É um dos melhores episódios de TV de todos os tempos. " Redding acrescenta: "Se você assiste a este episódio incrível e não o reconhece como uma ótima TV, não há esperança ... Um programa de 'fantasia' oferece a visão mais realista e realista da morte que eu já vi, descrevendo habilmente como um ente querido que morre de repente se torna 'o corpo'. "
Gareth McLean em The Guardian rejeita a noção de que Buffy é semelhante a outros "programas adolescentes americanos , como' Dawson's Creek: "Este episódio foi um retrato corajoso, honesto e doloroso da morte e da perda.A maneira como isso foi tratado por Joss Whedon ... foi engenhoso.O tempo ficou mais lento e o sentimento de dormência era palpável quando Buffy e sua gangue tentaram aceitar a morte de Joyce . " McLean apreciou especialmente os pequenos detalhes de Buffy protegendo a dignidade de Joyce e a confusão demonstrada pelos personagens. Ele conclui: "Joyce pode estar morta, mas viverá Buffy, a Caçadora de Vampiros '". Joe Gross no  Austin American-Statesman  chama o episódio de "devastadoramente calmo" e afirma que "todo o elenco e equipe deveriam ter recebido algum tipo de Emmy por The Body'".

## Elenco

### Estrelando
- Sarah Michelle Gellar como Buffy Summers
- Nicholas Brendon como Xander Harris
- Alyson Hannigan como Willow Rosenberg
- Emma Caulfield como Anya Jenkins
- Michelle Trachtenberg como Dawn Summers
- James Marsters como Spike (listado mas não aparece)
- Anthony Stewart Head como Rupert Giles

### Convidados
- Randy Thompson como Doutor Kriegel
- Amber Benson como Tara Maclay
- Kristine Sutherland como Joyce Summers

### Co-estrelando
- Loanne Bispo como Operador da 911
- Kevin Cristaldi como Primeiro Paramédico
- Stefan Umstead como Segundo Paramédico
- J. Evan Bonifant como Kevin
- Kelli Garner como Kirstie
- Rae'Ven Larrymore Kelly como Lisa
- Tia Matza como Professor
- John Michael Herndon como Vampiro

## Detalhes da produção
Ao contrário da maioria dos outros episódios de Buffy, "The Body" foi dividido em quatro atos distintos, todas filmados em tempo real com o primeiro ato contendo várias histórias, tiros longos, sem cortes.
Joss Whedon disse no comentário que o ponto da cena de Natal, após a abertura de créditos, era a qual o "Guest Starring" e créditos de produção deviam estar, para estes não se sobrepôr na cena em que Buffy tenta reanimar Joyce. Whedon disse também que lamenta que não envolvam Joyce mais este cenário.

### Música
- Boston Pops Orchestra - "The First Noel". Execuções durante uma cena de abertura, onde os Scoobies e Joyce jantam.

Traduções
- Título italiano: "Un Corpo Freddo" ( "um corpo frio")
- Título em alemão: "Tod einer Mutter" ( "Morte de uma Mãe")
- Título francês: "orphelines" ( "Orfãos")
- Título espanhol: "El cuerpo" ( "O Corpo")
- Título japonês: "別れ" ( "Wakare" - "Parting")